# GMPPB
GMPPB (англ. GDP-mannose pyrophosphorylase B) – білок, який кодується однойменним геном, розташованим у людей на короткому плечі 3-ї хромосоми.  Довжина поліпептидного ланцюга білка становить 360 амінокислот, а молекулярна маса — 39 834.
| 10         |  | 20         |  | 30         |  | 40         |  | 50         |
| ---------- |  | ---------- |  | ---------- |  | ---------- |  | ---------- |
| MKALILVGGY |  | GTRLRPLTLS |  | TPKPLVDFCN |  | KPILLHQVEA |  | LAAAGVDHVI |
| LAVSYMSQVL |  | EKEMKAQEQR |  | LGIRISMSHE |  | EEPLGTAGPL |  | ALARDLLSET |
| ADPFFVLNSD |  | VICDFPFQAM |  | VQFHRHHGQE |  | GSILVTKVEE |  | PSKYGVVVCE |
| ADTGRIHRFV |  | EKPQVFVSNK |  | INAGMYILSP |  | AVLQRIQLQP |  | TSIEKEVFPI |
| MAKEGQLYAM |  | ELQGFWMDIG |  | QPKDFLTGMC |  | LFLQSLRQKQ |  | PERLCSGPGI |
| VGNVLVDPSA |  | RIGQNCSIGP |  | NVSLGPGVVV |  | EDGVCIRRCT |  | VLRDARIRSH |
| SWLESCIVGW |  | RCRVGQWVRM |  | ENVTVLGEDV |  | IVNDELYLNG |  | ASVLPHKSIG |
| ESVPEPRIIM |  |            |  |            |  |            |  |            |

A: Аланін

C: Цистеїн

D: Аспарагінова кислота

E: Глутамінова кислота

F: Фенілаланін

G: Гліцин

H: Гістидин

I: Ізолейцин

K: Лізин

L: Лейцин

M: Метіонін

N: Аспарагін

P: Пролін

Q: Глутамін

R: Аргінін

S: Серин

T: Треонін

V: Валін

W: Триптофан

Кодований геном білок за функцією належить до трансфераз. 
Задіяний у таких біологічних процесах як поліморфізм, альтернативний сплайсинг. 
Білок має сайт для зв'язування з нуклеотидами, ГТФ. 
Локалізований у цитоплазмі.